# Waschhaus (Longpont-sur-Orge)

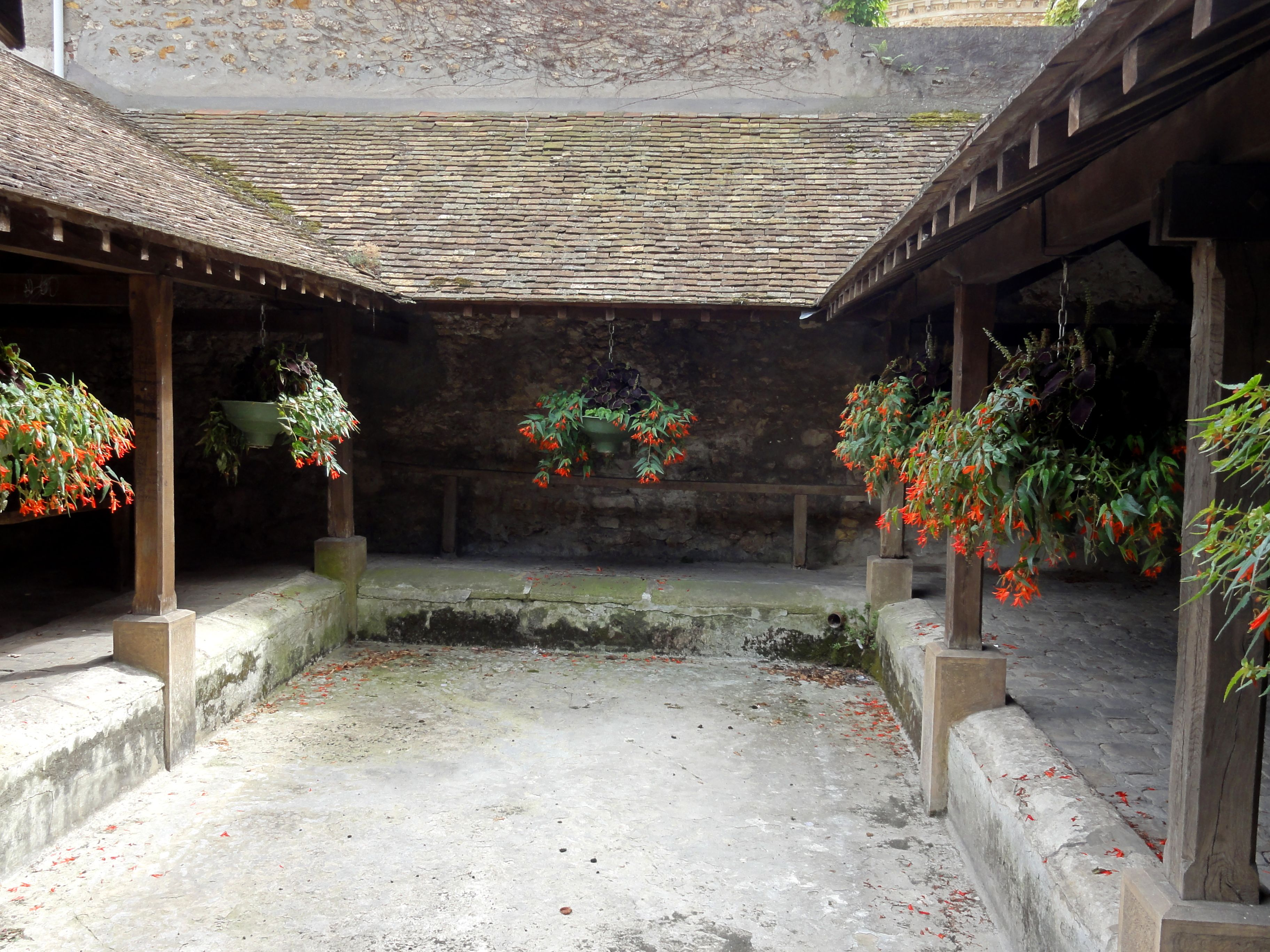
Waschhaus in Longpont-sur-Orge

Das Waschhaus (französisch lavoir) in Longpont-sur-Orge, einer französischen Gemeinde im Département Essonne in der Region Île-de-France, wurde 1884 errichtet.
Das öffentliche Waschhaus in der Rue du Docteur Darier wird auch als Lavoir du Centre bezeichnet. Es ersetzte einen Vorgängerbau, der auf dem Platz vor der Mairie als störend empfunden wurde.
Das Waschhaus ist durch eine Bruchsteinmauer von der Straße abgetrennt. Ein dreiseitiges Pultdach schützte die Wäscherinnen bei jedem Wetter.